# Musica Rediviva
Musica Rediviva (с лат. — «Возрождённая музыка») — ансамбль старинной музыки, организованный в 1980 году студентами Московской Государственной Консерватории им. П. И. Чайковского.

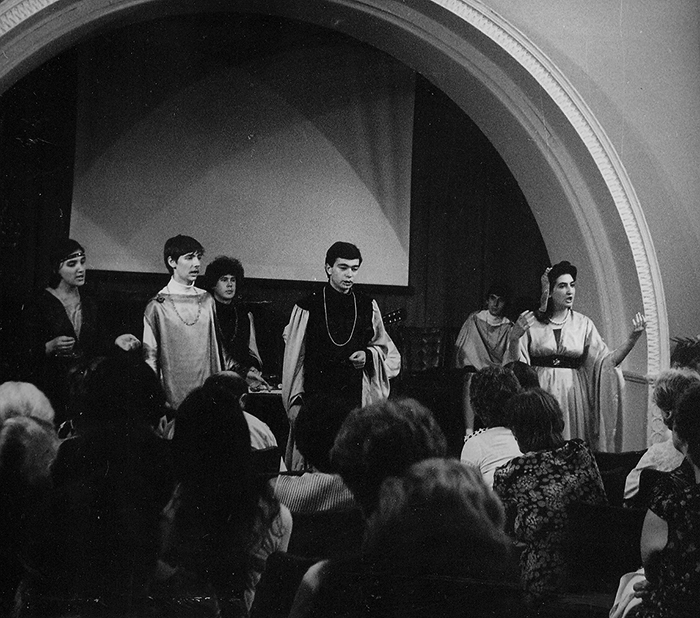
Выступление ансамбля в Центральном доме работников искусств в 1983 г.

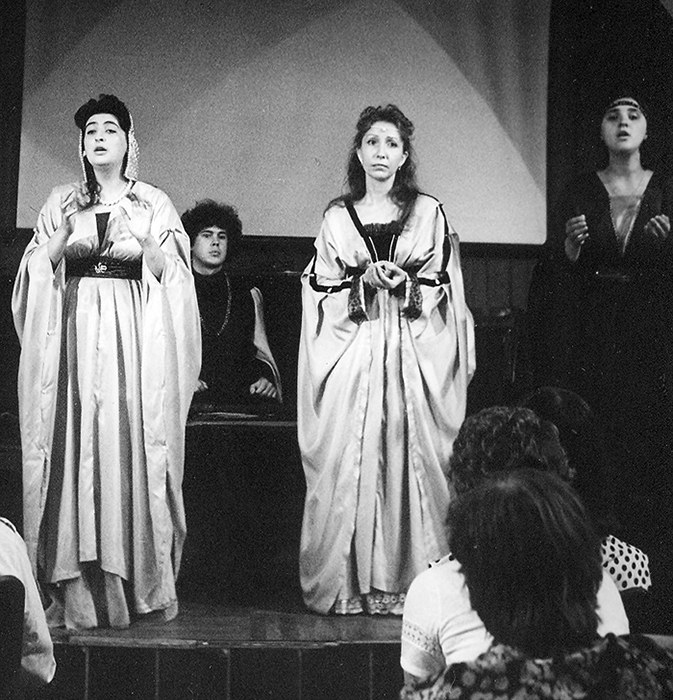
На сцене: Евгения Полина, Ирина Русяева, Татьяна Суворова, Сергей Пугачев

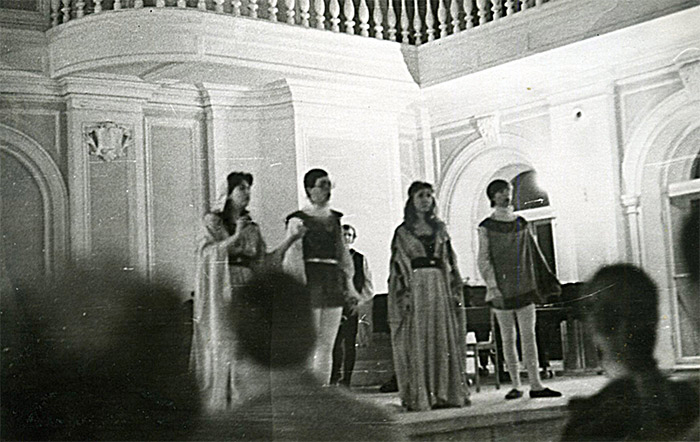
Выступление ансамбля в Рахманиновском зале Московской консерватории в 1983 г. На сцене: Евгения Полина, Евгений Тулинов, Ирина Русяева, Дмитрий Ключев

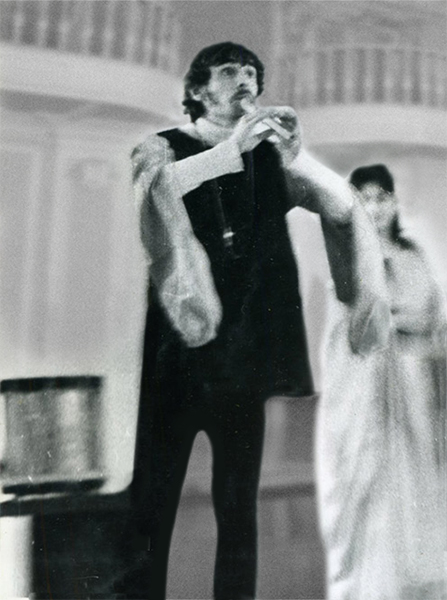
Выступление ансамбля в Рахманиновском зале Московской консерватории в 1983 г. — Александр Чазов

Его создателем и руководителем была Евгения Полина. Концертные программы ансамбля основывались на малоизвестной вокальной и инструментальной западноевропейской музыке Средневековья и Возрождения.
Ансамбль создавал на выступлениях атмосферу далёких веков. Участники сами шили костюмы, стилизованные под Средние века, играли на струнных, духовых и ударных инструментах, созданных по рисункам и чертежам времен Средневековья и раннего Возрождения.
За годы существования ансамбля было найдено и исполнено множество неизвестной музыки, мадригалов Германии, Франции, Италии, Англии.
Ансамбль был востребован и популярен в г. Москве. Его часто приглашали на престижные сцены: в Малый и Рахманиновский залы Московской консерватории, ЦДРИ, Дом композиторов, Дом учёных, Дом дружбы с народами зарубежных стран и многие другие залы столицы.
Участники ансамбля тесно общались с творческим коллективами «Мадригал» с Алексеем Любимовым и «Hortus Musicus» с Андресом Мустоненом, были участниками фестивалей старинной музыки.
Одним из консультантов ансамбля был профессор Московской консерватории М. А. Сапонов.
Среди участников ансамбля:
Евгения Полина, Ирина Русяева, Татьяна Ревзина, Татьяна Суворова, Дмитрий Ключев, Евгений Тулинов, Александр Чазов, Сергей Пугачёв, Иван Барсуков, Елена Скворцова и другие.